# 郭子毅
郭子毅（1992年7月9日—），马来西亚政治人物，生于马六甲州，现为马六甲州议会副议长兼爱极乐州议员，父亲郭金福是民主行动党第四任秘书长。

## 政治生涯
郭子毅自2017年便辞去在金融领域的工作，2017年6月1日起全职于民主行动党总部从事研究工作。同年8月23日受委任为林吉祥政治秘书。2018年马来西亚大选时中选为马六甲州爱极乐州议员，并在之后受委为马六甲州行政议员 ，负责掌管通讯、多媒体资讯、非政府组织、青年发展及体育事务。
2021年马六甲州选举，成功守土爱极乐州席。2023年7月31日，出任马六甲州议会副议长。

## 個人生活
毕业于澳洲墨尔本大学商学学士毕业，回来马来西亚初期是在投资银行工资工作长达三年以后毅然决然的迟职并开始在民主行动党总部从事研究工作，开启了他从事政治工作之路，他加入行动党才短短五个月，即蹿升成为行动党国会领袖林吉祥的政治秘书，并于2018年披甲上阵甲州爱极乐选区并成功守土，尔后受委为州行政议员，值得一提的是当时26岁的他是马来西亚历史以来最年轻的州行政议员。
他热爱吉他、音乐和运动，在人们口中他有着“鲜肉议员”和“政坛小鲜肉”的外号。

## 选举成绩
| 年份 | 选区       | 候选人 | 候选人           | 得票数 | 得票率 | 竞选对手              | 竞选对手           | 得票数 | 得票率 | 总票数 | 多数票 | 投票率 |
| ---- | ---------- | ------ | ---------------- | ------ | ------ | --------------------- | ------------------ | ------ | ------ | ------ | ------ | ------ |
| 2018 | N16 爱极乐 |        | 郭子毅（行动党） | 14,279 | 65.31% |                       | 蔡健华（马华公会） | 5,018  | 22.95% | 22,112 | 9,261  | 87.00% |
| 2018 | N16 爱极乐 |        | 郭子毅（行动党） | 14,279 | 65.31% | 瑟比拉曼 （伊斯兰党） | 2,567              | 11.74% |        | 22,112 | 9,261  | 87.00% |
| 2021 | N16 爱极乐 |        | 郭子毅（行动党） | 9,459  | 59.97% |                       | 杨焕源（马华公会） | 3,835  | 24.31% | 15,773 | 5,624  | 61.86% |
| 2021 | N16 爱极乐 |        | 郭子毅（行动党） | 9,459  | 59.97% | 颜炳南（民政党）      | 2,479              | 15.71% |        | 15,773 | 5,624  | 61.86% |